# H2O: Footprints in the Sand
H2O: Footprints in the Sand (с англ. — «H2O: Следы на песке») — японский эротический визуальный роман, разработанный компанией Makura. Игра была выпущена 23 июня 2006 года, после чего адаптирована в одноимённую мангу Кирой Инугами, которую начали издавать 26 января 2007 года в журнале Comp Ace. В январе 2008 года телевизионная сеть Fukui TV начала транслировать одноимённое аниме, снятое студией Zexcs.

## Сюжет
У 14-летнего Такумы Хиросэ погибает мать, а сам мальчик практически слепнет от перенесённого ужаса утраты. Отец отправляет его к своему брату в деревню, полагая, что смена обстановки поможет ему пережить горе.
Поправив своё здоровье и познакомившись с новым классом, где теперь ему предстояло учиться, Такума понимает, что деревенская жизнь намного сложнее, чем это кажется на первый взгляд. Ученики, возглавляемые «королевой школы», травят ни в чём не повинную Хаями Кохинату. Такума проникается симпатией к девушке, однако вскоре узнаёт, что к смерти его матери причастны люди из клана Кохинаты, после чего с ним случается ещё один нервный срыв.
Через некоторое время Хаями погибает в Токио, помогая Такуме освободиться от психологического груза, спустя годы после чего он заканчивает постройку мельницы вместе с дядей в память о ней. Завершается история тем, что Такума ещё раз встречает Отоху, которая возвращает Хаями в виде духа, объясняя это тем, что она наконец-то уговорила духов.

## Персонажи
Такума Хиросэ (яп. 弘瀬 琢磨 Хиросэ Такума) — слабовидящий мальчик, которого окружающие, тем не менее, считают симпатичным не в последнюю очередь благодаря коричневым волосам и карим глазам. Он переезжает в деревню чтобы улучшить своё зрение. Когда впервые идёт в школу, он знакомится с девушкой Хаями, презираемой другими, и предлагает ей свою дружбу и помощь, однако неожиданно получает отказ. С течением времени он понимает, что она ему больше, чем друг.
Сэйю: Ами Косимидзу
Хината (Хотару) Кагура (яп. 神楽 ひなた Кагура Хината) — Семья Кагуры — самая уважаемая семья в деревне. Хотару, после смерти своей старшей сестры принимает её имя — Хината на себя. Подстригает волосы и становится «хорошей девочкой», как велит ей дед. Является старостой своего класса. Познакомившись с Хиросэ, начинает звать его господином Хиросэ и пытается уходить с ним от разговора про Хаями-тян, так как это связано с её печальным прошлым. Всячески пытается привлечь внимание Хиросэ на себя и даже целует его. Боится переходить через мост, ибо по убеждению деда, там живёт монстр. Хиросэ приводит её к дому Хаями, где она видит веер, который они вместе сделали и отныне она больше не хочет отходить от неё ни на шаг. На фестивале просит её пойти к Хиросэ.
Сэйю: Рёко Танака
Отоха (Хината) Кагура (яп. 神楽 音羽 Кагура Отоха) — Появляется в сериях неожиданно и называет себя духом. Всё время когда Хиросэ один, к нему приходит Отоха-тян чтобы развеселить. Она называет его «тот, о ком гласит пророчество», то есть персонажем из легенды сочинённой Хотару-тян. После своей смерти, Отоха-тян пытается возродить эту легенду, но с собственным сюжетом. Так же, Отоха-тян дарит зрение Хиросэ-куну. При своей жизни Отоху-тян звали Хинатой. Её очень любила вся деревня, а дедушка гордился. Она единственная, кто верил в Хотару в детстве. Но однажды попытавшись сорвать цветок для сестры, Хината-тян падает в реку.
Сэйю: Миа Нарусэ
Хаями Кохината (яп. 小日向 はやみ Кохината Хаями) — В классе её называют таракашкой, и просто недолюбливают. Особенно её ненавидела Юи Табата — самая гордая девочка в школе. Семья Кохината была изгнана из деревни кроме малышки Хаями-тян. Её родители были врачами, но они брали очень много денег с людей. Как говорили сами люди — забирали всё. Много людей умирало, так же умер в страданиях дедушка Юи-тян. Хаями была лучшей подругой Хотару-тян в детстве. Хотару-тян всегда подбадривала её «конфетой вкуса счастья». Но дедушка Хотару-тян был против этой дружбы. Дом Хаями был сожжён, родители убиты. В данное время, Хаями ни с кем не дружит. Когда Хиросэ пытается защитить её — она даёт отказ. После разговора с Хотару она избегает Хиросэ. Не хочет снова дружить с ней из-за того, что Хотару может наказать за это дедушка. Затем снова становится её лучшей подругой и начинает встречаться с Хиросэ (но Хаями остаётся духом).
Сэйю: Харуми Сакураи
Маки Кумон (яп. 久門 真紀 Кумон Маки) — Лучшая подруга Хамадзи. Очень часто ходит с ним под ручку. В конце у них общий ребёнок.
Сэйю: Ёко Хонда
Юи Табата (яп. 田端 ゆい Табата Юи) — Очень богатая девочка и очень гордая. Думает, что её все обязаны любить. У неё есть два подопечных из её же класса которые помогают ей во всём, исполняют её приказы и пинают Хаями когда надо. Юи ненавидит семью Кохината за то, что они не вылечили её дедушку. Обвиняет в его смерти именно Хаями, поэтому частенько называет её таракашкой. Очень нервничает после того, как Хотару снова начинает дружить с Хаями. Впоследствии тоже начинает хорошо относится к ней, становясь полностью положительным персонажем.
Сэйю: Мио Ясуда
Юкидзи Якумо (яп. 八雲 雪路 Якумо Юкидзи) — Младшая сестра Хамадзи. После смерти мамы боится потерять брата, поэтому всегда пытается избавиться от тех, кто его окружает. Её главной целью был Хиросэ.
Сэйю: Эмири Като
Хамадзи Якумо (яп. 八雲 はまじ Якумо Хамадзи) — (он парень) подрабатывает в небольшом кафе официантом и разносит заказы. Часто возится с Маки (в конце у них общий ребёнок) и любит побегать от Юи. Своей младшей сестре заменяет маму и папу.
Сэйю: Юи Сакакибара

## Список серий аниме
| 1 | Takuma «Такума» (琢磨)       | 4 января 2008 года   |
| Такума Хиросэ, слепой школьник среднего школьного возраста, переезжает из города в сельскую местность, где будет жить со своим дядей, чтобы излечиться от своей слепоты. В первый день школы он знакомится со своими одноклассниками, но вскоре обнаруживает, что девочка, с которой он сидит за одной партой в классе - Хаями Кохината - подвергается постоянному запугиванию несколькими из её одноклассников. Такума пытается защитить Хаями, но так как он является слепым, он не может сделать много для неё, о чем сама она говорит ему. Отоха, дух которую только Такума может видеть, дает ему временную способность видеть. Он позже встречает Хаями на холме с излеченным зрением. |                              |                      |
| 2 | Hayami «Хаями» (はやみ)      | 11 января 2008 года  |
| Хината и две её подруги показывают Такуме окрестности. Когда они приходят к висячему мосту, то Такуме говорят, что монстр живет с другой стороны и что он никогда не должен пересекать мост. Несмотря на предупреждение, Такума пересекает мост и находит Хаями, моющуюся голой в водопаде. Она приводит его в свой дом, который состоит из двух старых гондол канатной дороги. Такуме знакомиться с бытом Хаями. На следующий день в школе, Такума защищает Хаями, которую хотели избить. В итоге, вмешивается Хината, заканчивая борьбу и защищая обоих. Показывают эпизод из детства, где Хаями просит помощи у Хинаты, но она разрывает их дружбу и убегает. После борьбы Такума следует за Хаями к её дому, где она преподает ему, как построить игрушечную ветряную мельницу. |                              |                      |
| 3 | Hinata «Хината» (ひなた)     | 18 января 2008 года  |
| После событий предыдущей ночи Хината идет домой к Такуме. Они идут в школу вместе, но сталкиваются с Хаями, которая ждала Такуму. Обе девушки борются за Такуму и в итоге приходят вместе в школу. Класс Такумы сегодня будет рисовать на открытой местности, и в это время Хината именует Такуму как «того единственного, предназначенного ей судьбой», при этом кормя его омлетом, который она сделала. Такума позже обнаруживает, что Хината была хорошим другом Хаями, но когда он пытается спросить Хинату, почему они теперь настолько отдалены друг от друга, Хината не отвечает ему. Однако, показывают эпизоды из прошлого, которые объясняют, что Хината была дочерью важного клана деревни, в то время как Хаями была дочерью клана, разорявшего деревню, и Дедушка Хинаты возразил против их дружбы. Такума пытается взять Хинату, чтобы встретиться с Хаями, но когда они добираются до моста, Хината целует Тэкуму, что наблюдает Хаями. |                              |                      |
| 4 | Hamaji «Хамадзи» (はまじ)    | 25 января 2008 года  |
| Такума, Хината, Юи, Хамадзи, и Маки выезжают на пляж, чтобы весело провести время, но младшая сестра Хамадзи, Юкидзи, пытается увети её домой. В конце Такума и другие соглашаются позволить Юкидзи быть с ними. Юкидзи пытается навредить (и даже убить) Такуму, считая его извращенцем, мешающим её любви к Хамадзи. Юкидзи в заводит Такуму в ловушку за скалой, где он оказывается на небольшой скале, окруженной водой из-за прилива (а он как раз не умеет плавать). Когда Юкидзи расспрашивают, куда она увела Такуму, она убегает и уплывает в море, но её ногу хватают судороги. Такума пытается спасти её, хотя он почти тонет сам. Хамадзи делает Такуме искусственное дыхание и непрямой массаж сердца, чтобы спасти его. Юкидзи благодарит Такуму за своё спасение. Принимая ванну, Такума, наконец, узнает, что Хамадзи — фактически мужчина. Хаями прибывает на пляж, чтобы спросить Такуму о его истинных чувствах, но они прерваны Хинатой. |                              |                      |
| 5 | Kagura «Кагура» (神楽)       | 1 февраля 2008 года  |
| После событий поездки на пляж, Хаями начинает игнорировать Такуму в школе, а Хината непрерывно отвлекает Такуму от Хаями. Такума спрашивает Хамадзи о том, что случилось между Хинатой и Хаями. Хамадзи рассказывает ему целую историю. Хината и Хаями когда-то были хорошими друзьями, но семья Хинаты и большая часть деревни сожгли дом клана Кохинаты до основания, и разъединили связи между Хинатой и Хаями. Такума идет домой к Хинате, чтобы отвести её к Хаями. Хината в слезах просит Хаями прощения за содеянное в прошлом. Хаями вновь принимает её как друга. После титров в омаке есть пародия на Gundam 00. |                              |                      |
| 6 | Yui «Юи» (ゆい)              | 8 февраля 2008 года  |
| Хината и Хаями снова дружат, но другие члены класса немного озадачены такой ситуацией, так как Хината усложняет вещи тем, что она член семьи Кагура. Юи все еще ненавидит Хаями из-за того, что семья Кохината злоупотребляла своей властью в деревне много лет назад, что косвенно вызвало смерть дедушки Юи из-за болезни (семья Кохината были врачами, отказывающимися лечить кого-то бесплатно). Когда Юи, Хамадзи, и Маки выходят в город, то сталкиваются с Такумой, Хантой, и Хаями, делающими покупки одежды вместе. Юи в конечном счете расстроена ситуацией и убегает, теряя свой бумажник, что принуждает Юи идти через горы, чтобы вернуться в деревню. Хаями идет искать её одна, так как она знает горную область хорошо. Хаями и Юи встречаются у руин прежнего дома Хаями. Происходит разговор по душам между двумя девушками. На следующий день в школе, Юи начинает проявлять немного сострадания к Хаями. |                              |                      |
| 7 | Hotaru «Хотару» (ほたる)     | 15 февраля 2008 года |
| В этом эпизоде показывается, что реальное имя Хинаты - Хотару, которое она получила после смерти её старшей сестры Хинаты. Так как Хината была примером для всех и надеждой клана, семья Кагура решила сказать деревне, что умерла именно Хотару. Хотару не хочет больше притворяться, но её дедушка очень сердится на неё. Дедушка Хотару запрещает ей выходить наружу, даже в школу. В это время, Хотару вспоминает о прошлом, когда она была с Хинатой. После того, как она получает письма из школы от друзей и одноклассников, то наконец решает пойти в школу и говорит всем, что её настоящее имя - Хотару. Её друзья быстро приспосабливаются к изменению и называют её Хотару. |                              |                      |
| 8 | Otoha «Отоха» (音羽)         | 22 февраля 2008 года |
| Отоха использует свои силы духа и помещает Такуму в очень странный мир, в котором все резко изменились. Хаями и Хотару и теперь живут с Такумой как младшие сестры, не связанные кровью, дядя Такумы переодевается в женщину и называет себя мамой для Такумы, Хаями и Хотару, Хамадзи - друг детства Такумы, Би - злая волшебная девочка, и Отоха оказывается видима всеми, плюс она - невеста Такумы. Отоха говорит Такуме, что он должен делать, чтобы вернуть мир в прежнее состояние, хотя это утомляет его, постоянно стукать веером других, когда они ведут себя неправильно. В конечном счете, Отоха заканчивает свою забаву с Такумой. Такума понял что это был иллюзорный мир, созданный Отохой. Такума предполагает, что Отоха - это Хината, на что та отвечает, что она именно Отоха и не стоит привязаться к земным именам. Отоха говорит, что теперь она уходит в мир духов и на прощание дарит поцелуй Такуме. |                              |                      |
| 9 | Hozumi «Ходзуми» (穂積)      | 29 февраля 2008 года |
| В деревне проходит Летний фестиваль, и сельские жители начинают делать художественные оформления, покрытые бубенчиками, которые напоминают Такуме о бубенчике матери. Он берет бубенчик в школу, но не знает, что в деревне есть традиция для парней. Они дают бубенчик девушке которая нравится, перед летним фестивалем. Бубенчик Такумы вызывает несколько недоразумений, заставляя Хаями, Хотару и даже Юи думать о том, что бубенчик предназначен им. После того, как Такума хочет поговорить с Хаями и Хотару, нить из бус на бубенчике рвется. Хаями берется починить её. Сельские жители сжигают вагоны, которые являются домом Хаями. Такума поселяет Хаями у себя в доме. Ночью, происходит разговор между Такумой и Хаями. Хаями говорит, что почти ничего не знает о Такуме и заставляет его признаться что случилось с его матерью. Такума все таки рассказывает Хаями о том, что его мать совершила самоубийство. В ночь фестиваля, Хаями приходит к Хотару, прося её передать починенный бубенчик Такуме вместо неё, так как она надавила на чувства парня. Хотару говорит, что Такума ждет девушку на холме, где те в первый раз встретились. Хаями бежит на холм. Такума признается Хаями в любви, Хаями отвечает согласием на его чувства, и они целуются при свете луны.        |                              |                      |
| 10 | Kohinata «Кохината» (小日向) | 7 марта 2008 года    |
| После того, как Такума и Хаями становятся парой, друзья в школе начинают приставать к ним, чтобы узнать что произошло между ними. Дедушка Хотары сообщает Такуме, что за самоубийством его матери стоят люди из клана Хаями Кохинаты, что позже подтверждается дядей Такумы. В это же время Такума осознает, что он вновь начинает терять зрение. Во время урагана, Такуме снится страшный сон и он, просыпаясь, говорит много плохих слов Хаями, заставив её тем самым убежать. Она бежит к мосту с мешками с песком, необходимыми чтобы предотвратить наводнение, и начинает бить их палкой. Два парня из её класса, которые ранее избивали Хаями, находят её, делающей это и начинают бить её. |                              |                      |
| 11 | Hirose «Хиросэ» (弘瀬)       | 11 марта 2008 года   |
| На помощь Хаями, которую избивают, приходит Юи. Кохината уходит прочь и встречает Такуме, который пошёл искать её. Она говорит о прошлом Такумы, убеждая его выразить свой гнев. Такуме не выдерживает и избивает Хаями, после чего теряет сознание. Такуме просыпается, вновь потеряв своё зрение, из-за своего отказа простить и забыть, узнавая, что он никогда не был в состоянии видеть. Он верит всему, верит в то что всё что он испытал было иллюзией. Хаями решает уехать из деревни, но оказывается остановленной двумя людьми с оружием и деревенским старостой, которые намереваются убить её. После краткой беседы с Хотару, слепому Такуме удается достигнуть места, где Хаями собирались застрелить и препятствует этому. |                              |                      |
| 12 | H2O                          | 21 марта 2008 года   |
| Такума и Хаями спасены от деревенского старейшины, после того как Хотару прибывает с полицией. Сознание Такумы испытывает сильный перелом, приведя его обратно в детство, с верой, что Хаями — его мать. Его посылают в Токио, чтобы он смог вернуться к прежнему состоянию, в сопровождении Хаями. Двое живут вместе в старом доме родителей Хиросэ. Такума иногда еще вспоминает Хаями до некоторой степени. В один день Хаями оставляет Такуму, чтобы пойти на помощь ребенку, побежавшему по железной дороге за своим мячом. Такума вспоминает, что его мать никогда не совершала самоубийство, а попыталась спасти жизнь ребенка. После понимания этого, он возвращается в своё прежнее сознание, но оказывается неспособным спасти Хаями от надвигающегося поезда. Проходит несколько лет и Такума возвращается в деревню. После построения ветряной мельницы на том же самом холме, где он встретил Хаями, он думает о ней, и сталкивается с маленькой Отохой, в возрасте, когда та умерла. Отоха объявляет, что смогла уговорить Духовный Комитет вернуть Хаями. Как только Отоха уходит, он видит, что Хаями идет по холму со звонком, который Такума дал ей на празднике. Такума понимает, что Хаями была возвращена к нему в виде духа (не воскресшая, а именно вернулась в виде духа). |                              |                      |

## Музыка
Открывающая тема — «Katayoku no Icarus» (片翼のイカロス); исполняет Юи Сакакибара. Закрывающая тема — «Kazahane» (カザハネ); исполняет Харука Симоцуки.
«Magical Otoha» (マジカルO･TO･HA･) — «псевдозаставка» в 8 серии; исполняет Миа Нарусэ.